# Europop
Europop (także: euro pop) – styl muzyki pop powstały w Europie w połowie lat 60. XX wieku i rozwijający się do swojej współczesnej formy w drugiej połowie lat 70.. Europop dominował na listach przebojów w latach 80. i 90., z pewnymi ożywieniami i umiarkowaną popularnością w latach 2000. Charakteryzuje się chwytliwym rytmem, gładkimi melodiami i lekkimi tekstami. Za popularyzatorów gatunku uważa się szwedzki zespół ABBA. Współczesny europop często pokrywa się z eurodance, jednak ten drugi jest bardziej klubowy i elektroniczny.

## Historia
W latach 70. i na początku 80., zespoły reprezentujące europop były głównie popularne na kontynencie europejskim, z wyjątkiem ABBA (1972–1983). Ten szwedzki kwartet odniósł ogromny sukces w Wielkiej Brytanii (20 singli w Top 10 i 9 albumów nr 1), a także w Ameryce Północnej i Australii.
Pod koniec lat 80. i na początku 90., europop zyskał ogromną popularność. Roxette i Ace of Base wprowadzili go na rynek amerykański. W latach 90. zespoły popowe jak Spice Girls, Aqua, Steps, Right Said Fred, Backstreet Boys oraz wokalista DJ BoBo czerpali silne wpływy z Europopu. Na przełomie lat 90. i 2000. włoski zespół Eiffel 65 aktywnie tworzył muzykę w tym stylu. W latach 2000. jedną z najpopularniejszych grup europopu był szwedzki zespół Alcazar.
W Europie Środkowej, italo disco (znane również jako europejskie disco lat 80.) i euro house były głównymi sposobami młodych muzyków na zdobycie popularności poza granicami własnego kraju.